# Андріацмінда
Андріацмінда (груз. ანდრიაწმინდა) — село в Грузії.
За даними перепису населення 2014 року в селі проживає 295 осіб.